# Inuvik

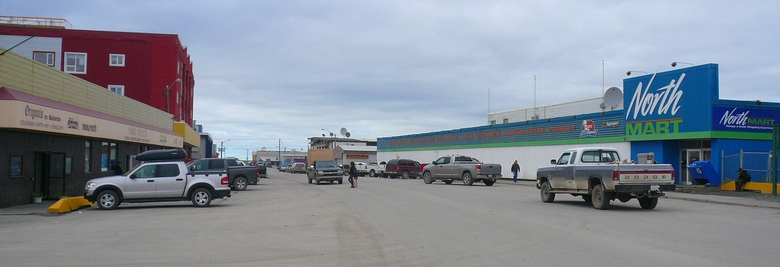
Centrum města

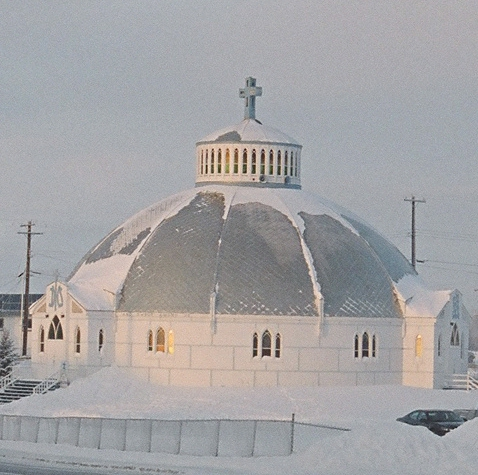
Kostel Panny Vítězné (1960)

Inuvik je malé městečko v severní arktické části Kanady (Severozápadní teritoria) a leží na pravém břehu delty řeky Mackenzie, asi 100 km od Beaufortova moře. Dřívější název zněl Inuwik a ve zdejším původním jazyce eskymáckého obyvatelstva znamená Místo člověka. V roce 1996 měl Inuvik celkem 3296 obyvatel, ale kvůli kolísání ekonomických poměrů se počet obyvatel dost mění. V roce 2016 mělo město 3243 obyvatel.

## Historie
Prvním Evropanem, který se pohyboval v této oblasti, byl v roce 1789 Alexander Mackenzie, po němž je pojmenována řeka Mackenzie.
Inuvik byl založen v roce 1953, aby nahradil zdejší administrativní centrum, městečko Aklavik, ležící na západním břehu delty Mackenzie a které bylo několikrát zničeno povodněmi a které se už nemělo kam rozšiřovat. Nově založené město, ležící asi 100 km na východ od Aklaviku, se pojmenovalo New Aklavik, ale v roce 1958 bylo přejmenováno na Inuvik kvůli lepšímu rozlišování obou obcí. Status obce získal v roce 1967, v roce 1970 byl označen za město, v němž byl zvolen také starosta a zastupitelstvo. V roce 1979 byla dokončena Dempsterova dálnice, vedoucí také přes Inuvik a tím se město zařadilo do kanadského dálničního systému. Navíc je Inuvik nejsevernějším městem tohoto systému. Pozoruhodností je, že na dálnici (která se chlubí tím, že je po ní možný i provoz v létě, kdy je půda obvykle rozblácená, zatímco v zimě jsou zdejší cesty sjízdné díky zpevnění mrazem) navazuje ještě další úsek, pokračující na sever do vesničky Tuktoyaktuk, ležící přímo na břehu Beaufortova moře, resp. Arktického oceánu.
V letech 1971 až 1990 byl jedním z hlavních ekonomických pilířů Inuviku kanadská vojenská základna a také petrochemický průmysl.

## Podnebí
Inuvik má subarktické klima s dlouhými, mrazivými zimami a krátkými, teplými léty. Průměrná lednová teplota činí -27,6 °C a průměrná červencová teplota 14,2 °C. Na to, že leží nedaleko od Severního ledového oceánu, je zde ovšem ještě poměrně teplo - je to jedna z nejsevernějších oblastí výskytu tajgy v Kanadě.